# Emire Erhan-Neubauer
Emire Erhan-Neubauer (* 10. Juni 1945 in Bafra, Türkei) ist eine deutsch-türkische Schauspielerin. 
Erhan-Neubauer war von 1960 bis 1966 in diversen türkischen Filmen zu sehen. Ab den 1970er Jahren lebte und wirkte sie vornehmlich in Berlin, wo sie sich der türkischen Theaterszene anschloss. So war sie auch als „Pembe“ in der „Videofilmserie mit integrierten Deutschlernangeboten für türkische Familien“ Korkmazlar (1988), die zunächst auf Kassetten vertrieben, aber auch mehrfach im deutschen Fernsehen gezeigt wurde, zu sehen. 
Mit Ayse Eray spielte Erhan-Neubauer später die Serienmutter von Lale Karci (Aylin Hoffmeister) in der täglichen Serie Unter uns (1994–1998).
Nachdem Erhan 2002 ihren Lebensmittelpunkt wieder in die Türkei verlegt hatte, wirkte sie einige Jahre vermehrt in türkischen Serienproduktionen mit.